# Cheruskové

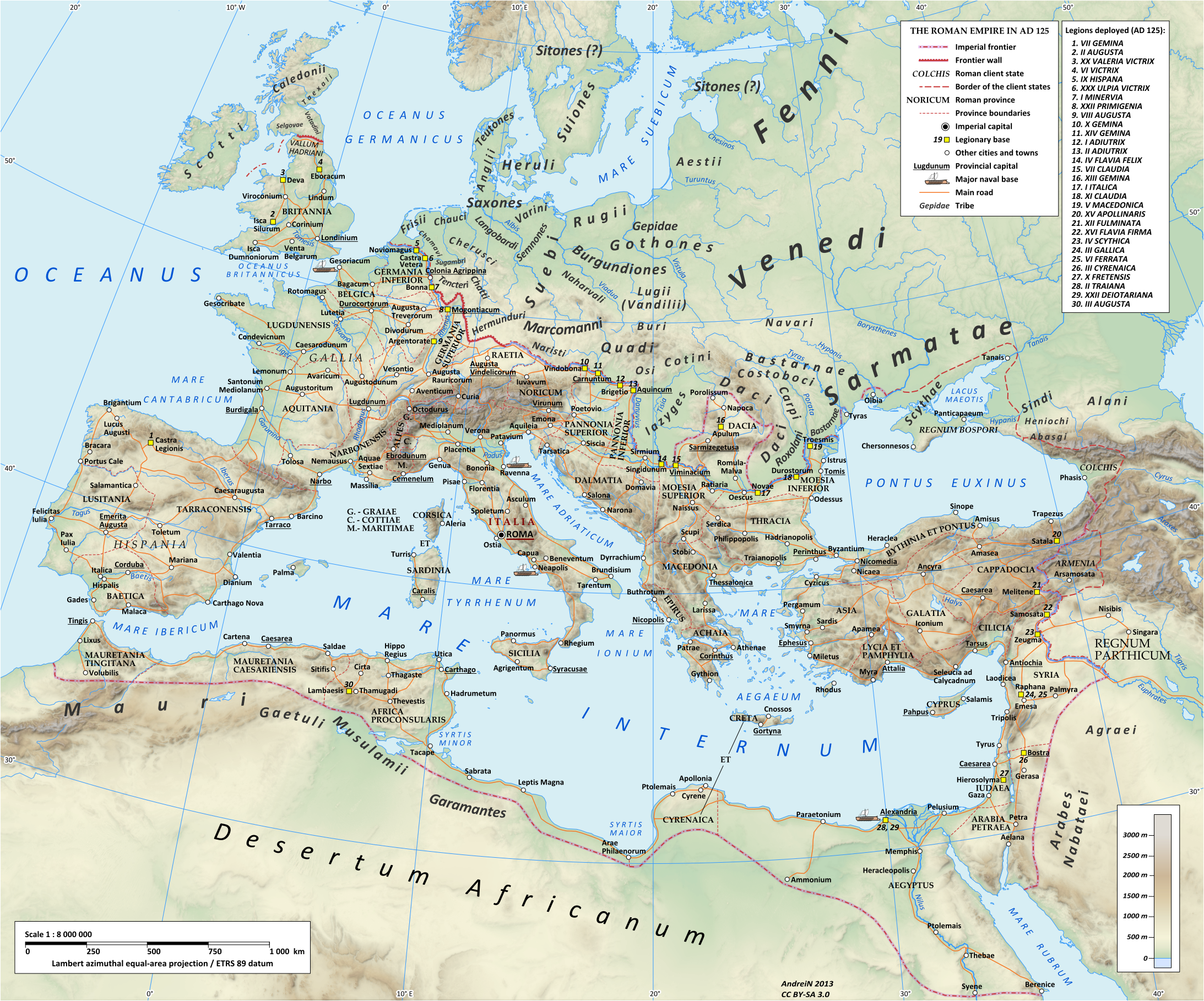
Římská říše pod vládou Hadriana (117-38), Cheruskové vyobrazeni na severozápadě Německa

Cheruskové byli jedním z germánských kmenů obývající údolí řeky Rýn, roviny a lesy v severozápadním Německu (mezi dnešními městy Osnabrück a Hannover) během 1. století př. n. l. a 1. století. Byli to první spojenci a nepřátelé Římské říše. Nejvíce se proslavili bitvou v Teutoburském lese, kdy spojené germánské kmeny (Cheruskové, Marsové, Chattové a Brukteři) pod vedením cheruského bojovníka Arminia zničily 3 římské legie, které vedl Publius Quinctilius Varus. Tato zdrcující porážka zastavila Římany v postupu a přinutila říši stáhnout se ještě na několik dalších let za Rýn, Dunaj a za hranice (limes Germanicus), které byly zbudovány jako důsledek ztrát v bitvě a uzavřely prostor mezi oběma řekami.
Dle záznamů kmen patrně později splynul s jiným, jako byly například Frankové či Alamani.